# BBIBP-CorV
BBIBP-CorV (auch BIBP-CorV, Covilo oder Hayat-Vax) ist ein COVID-19-Impfstoff des zum chinesischen Staatskonzerns Sinopharm gehörenden Beijing Institute of Biological Products. BBIBP-CorV ist ein Totimpfstoff. Er wird in verschiedenen Ländern in Asien, Südamerika, Afrika und Europa eingesetzt.

## Pharmakologische Eigenschaften und Dosierungsintervall
Der Impfstoff besteht aus inaktivierten Viruspartikeln. Die Inaktivierung erfolgt chemisch durch Beta-Propiolacton. Als Adjuvans zur Stärkung der Immunreaktion wird dem Impfstoff Aluminiumhydroxid zugegeben.
Das Impfschema besteht aus zwei Impfdosen im Abstand von drei Wochen. Die Impfung erfolgt in den Deltamuskel.

## Studienlage
Eine im August 2020 veröffentlichte Studie zeigte eine neutralisierende Antikörperbildung und keine schweren Nebenwirkungen an verschiedenen Labortieren. Im Rahmen der Studie konnte auch gezeigt werden, dass nach zwei Dosen des Impfstoffs bei Rhesusaffen eine hohe Schutzwirkung gegen die Ausbildung einer COVID-Pneumonie nach Virusexposition in der Luftröhre besteht.
In einer Phase-I/II-Studie in der chinesischen Provinz Henan wurde die Sicherheit und Verträglichkeit des Impfstoffs an 144 Probanden getestet. Dabei kam es zu keinen schweren Impfreaktionen. Eine Antikörperantwort war bei allen Probanden messbar.
In einer Phase-III-Studie mit rund 13.000 geimpften Probanden zeigte sich eine Reduktion des Risikos einer symptomatischen COVID-Erkrankung um 78,1 %.
Ein Bericht der Arbeitsgruppe für COVID-19-Impfstoffe der WHO vom April 2021 bewertete die Studienlage bezüglich der Wirksamkeit des Impfstoffs gegen symptomatische Infektionen als hochwertig. Die Datenlage sei aber nicht ausreichend bezüglich der Wirkungen und Nebenwirkungen bei älteren oder vorerkrankten Patienten.
Daten zur Neutralisation durch das Vakzin gebildeter Antikörper zeigten eine unbeeinflusste Neutralisation gegen die SARS-CoV-2-Variante Alpha. Gegen die SARS-CoV-2-Variante Beta waren zwei- bis dreifache Antikörpertiter notwendig um die Neutralisation des Virus zu erzielen.

## Zulassung
Der Impfstoff wurde am 31. Dezember 2020 in der Volksrepublik China zugelassen. Im April 2021 war der Impfstoff in 45 Staaten für Erwachsene zugelassen. Am 7. Mai 2021 erteilte die WHO dem Impfstoff die bedingte Zulassung zum Einsatz im COVAX-Impfprogramm der WHO.
| Staat                        | Zulassung     | Quelle |
| ---------------------------- | ------------- | ------ |
| Volksrepublik China          | 31. Dez. 2020 | [ 10 ] |
| Vereinigte Arabische Emirate | 9. Dez. 2020  | [ 11 ] |
| Bahrain                      | Dez. 2020     | [ 12 ] |
| Ägypten                      | 2. Jan. 2021  | [ 13 ] |
| Jordanien                    | 9. Jan. 2021  | [ 14 ] |
| Seychellen                   | 11. Jan. 2021 | [ 15 ] |
| Pakistan                     | 18. Jan. 2021 | [ 16 ] |
| Serbien                      | 19. Jan. 2021 | [ 17 ] |
| Irak                         | 20. Jan. 2021 | [ 18 ] |
| Marokko                      | 22. Jan. 2021 | [ 19 ] |
| Peru                         | 27. Jan. 2021 | [ 20 ] |
| Ungarn                       | 29. Jan. 2021 | [ 21 ] |
| Kambodscha                   | 4. Feb. 2021  | [ 22 ] |
| Nepal                        | 4. Feb. 2021  | [ 23 ] |
| Argentinien                  | 22. Feb. 2021 | [ 24 ] |
| Venezuela                    | 1. März 2021  | [ 25 ] |
| Simbabwe                     | 7. März 2021  | [ 26 ] |
| Malediven                    | 15. März 2021 | [ 27 ] |
| Bangladesch                  | 29. Apr. 2021 | [ 28 ] |
| Philippinen                  | 7. Juni 2021  | [ 29 ] |
| Tunesien                     | 12. Juli 2021 | [ 30 ] |
| Malaysia                     | 16. Juli 2021 | [ 31 ] |
| Nigeria                      | Aug. 2021     | [ 32 ] |
| Mexiko                       | 25. Aug. 2021 | [ 33 ] |